# Pałac Ludwika Geyera
Pałac Ludwika Geyera – dawny neorenesansowy pałac Ludwika Geyera znajdujący się przy ulicy Piotrkowskiej 286 w Łodzi. Budynek został wpisany do Gminnej Ewidencji Zabytków miasta Łodzi, z numerem 1123.

## Historia
Budynek, nazywany pierwszym pałacem w Łodzi, wystawiono przy narożniku ulicy Piotrkowskiej i Górnego Rynku w 1843 roku na zlecenie fabrykanta, Ludwika Geyera, jednego z pionierów rozwoju przemysłu włókienniczego w Łodzi i w Polsce, właściciela pierwszej fabryki włókienniczej o napędzie parowym w Królestwie Polskim.
Pierwotnie był to neorenesansowy, jednopiętrowy, murowany, kryty blachą dom stojący frontem do Górnego Rynku. Miał na parterze 6, a na piętrze 3 izby. Ludwik Geyer wprowadził się do niego w 1844 roku, opuszczając mały klasycystyczny dworek (w 1833 roku wybudowany również na zlecenie Geyera) znajdujący się na tej samej posesji, lecz stojący frontem do ulicy Piotrkowskiej.

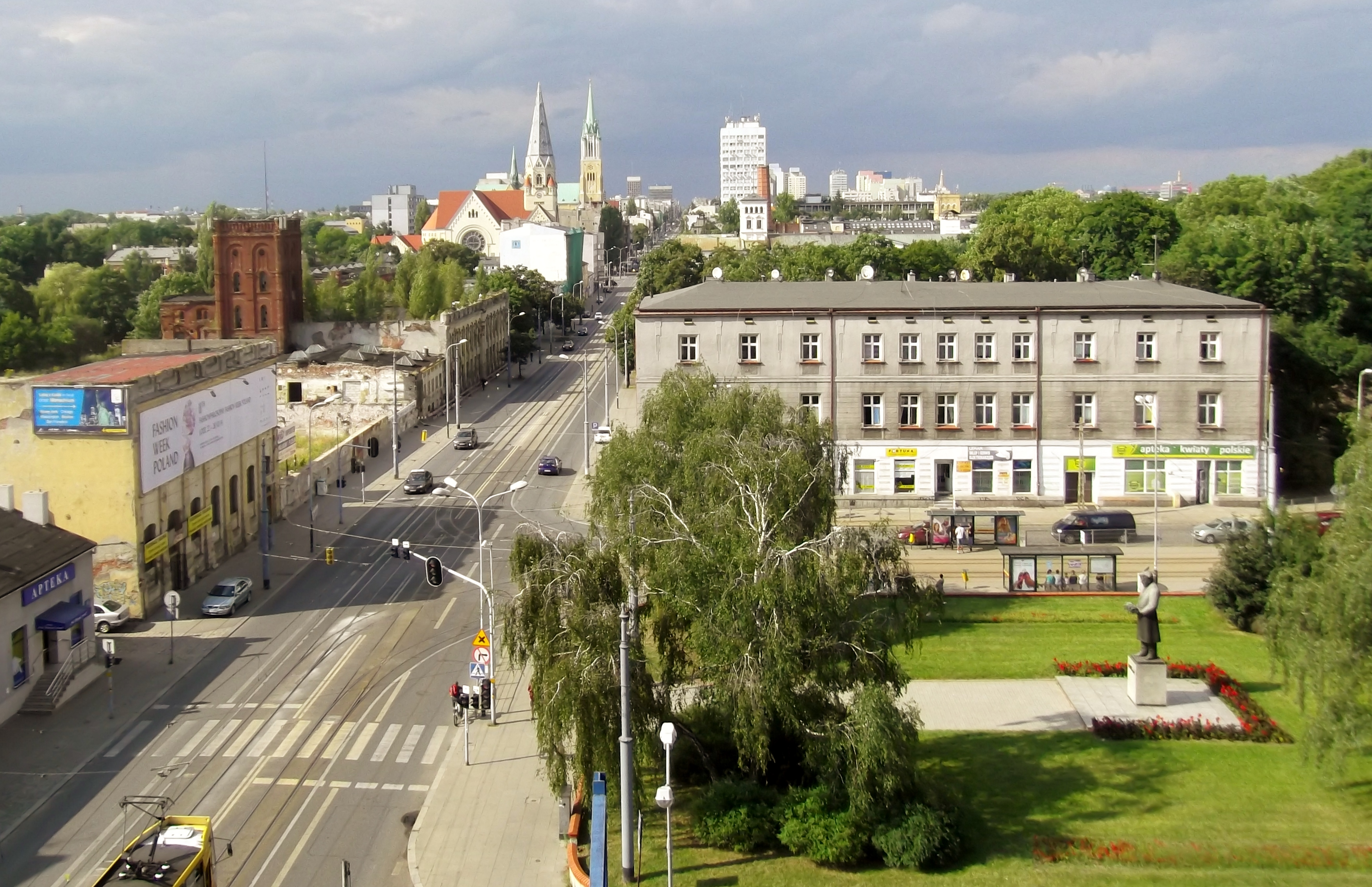
Budynek przy narożniku Piotrkowskiej i Placu Reymonta w 2014

Po ponaddwudziestoletniej koniunkturze, kolejne deficytowe inwestycje, pożar fabryki w roku 1853 oraz wstrzymanie pożyczek w 1854 okazały się nie do udźwignięcia przez zadłużonego fabrykanta, co zmusiło go do wyprzedaży swojego majątku. Stąd w 1860 roku Geyer sprzedał Bankowi Polskiemu (za 480 tys. złotych polskich) część posesji przy Piotrkowskiej 286 wraz z pałacem, w którym bank z czasem umiejscowił swoją filię – kantor i magazyny. Rok później Geyer przeprowadził się do jednopiętrowego domu przy Piotrkowskiej 295–299.
W 1877 roku budynek został własnością Ferdynanda Fischera, a od 1884 roku był własnością Fisela Freindlicha. W roku 1910 budynek gruntownie przebudowano, podwyższając o jedno piętro oraz zmieniając całkowicie fasadę, w której współcześnie trudno doszukać się atrybutów neorenesansowego pałacu.
Budynek wpisany jest do rejestru zabytków pod numerem 514.VII.18 z 21 stycznia 1950, ZY/1/18 z 9 marca 1964 oraz 1/18 z 20 stycznia 1971. W 2011 budynek wpisano do łódzkiej ewidencji zabytków.